# Aaron Harper
Aaron S. Harper (Jackson, 12 marzo 1981 – Oxford, 4 novembre 2023) è stato un cestista statunitense.
È morto in un incidente stradale nel 2023, all'età di 42 anni. 

## Palmarès
- Campionato francese: 1

Roanne: 2006-07
- Coppa di Bulgaria: 1

Levski Sofia: 2010
- Semaine des As: 1

Roanne: 2007
- Lega Balcanica: 1

Levski Sofia: 2009-10